# Cepeda (Castille-et-León)
Pour les articles homonymes, voir Cepeda.
Cepeda est une commune de la province de Salamanque dans la communauté autonome de Castille-et-León en Espagne.

## Géographie

### Communes limitrophes
|                                 | Villanueva del Conde |                      |
| Monforte de la Sierra, Madroñal | Cepeda               | Miranda del Castañar |
|                                 | Sotoserrano          |                      |

### Accès routiers
La commune de Cepeda est traversée par la route:
- SA-225  Route de Salamanque à Coria

### Hydrographie
Le Río Francia, un affluent de la Rivière Alagon et le cours d'eau le plus proche du Coso, traverse son terminus. En ville, le ruisseau de Turrutero qui était jusqu'à récemment le lieu où les femmes faisaient la lessive.

### Urbanisme
Ses maisons en grappes sont érigées sur une colline avec une architecture ordonnée et en même temps anarchique, ce qui donne à la population son aspect particulier et unique dans la Sierra de Francia.

## Histoire

Sélection de vues du village.
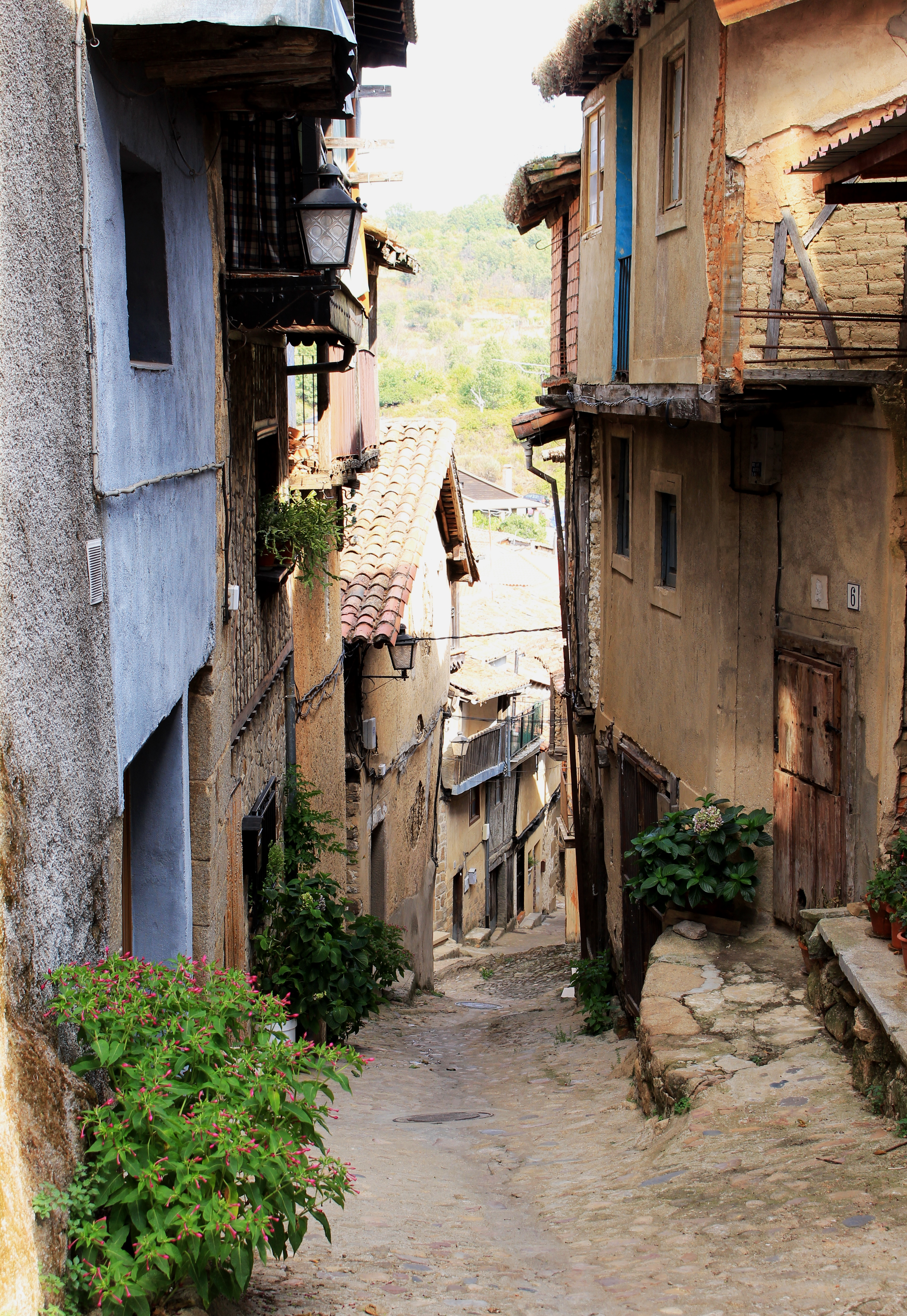
Une rue
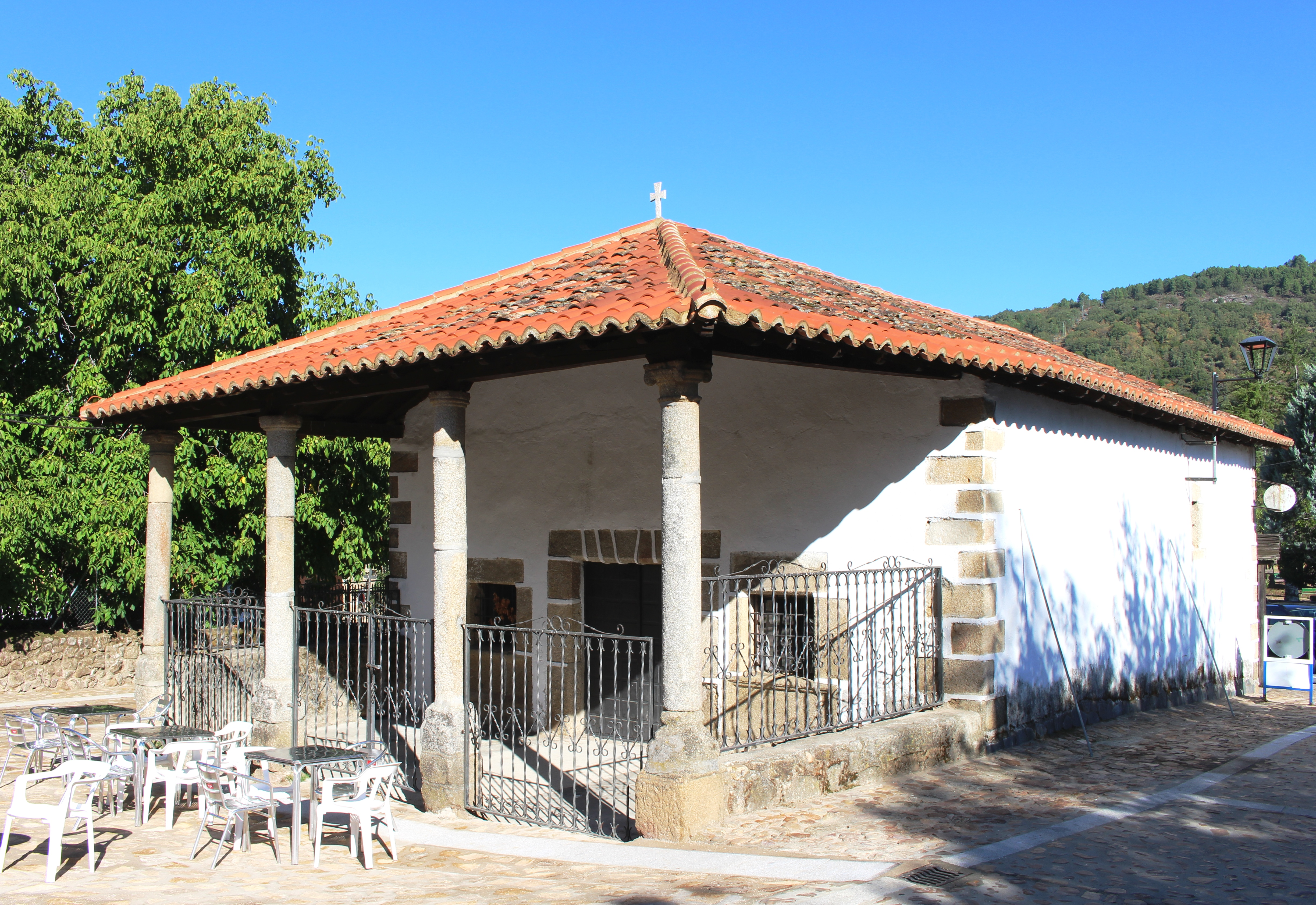
L'Ermitage

## Démographie
Évolution démographique depuis 1900
| 1900 | 1910 | 1920 | 1930 | 1940 | 1950 | 1960 | 1970 | 1981 | 1991 | 2000 | 2010 | 2014 | 2017 | 2019 |
| ---- | ---- | ---- | ---- | ---- | ---- | ---- | ---- | ---- | ---- | ---- | ---- | ---- | ---- | ---- |
| 1461 | 1348 | 1129 | 1244 | 1305 | 1316 | 1168 | 807  | 644  | 563  | 530  | 401  | 361  | 346  | 311  |

## Administration

### Mairie

Sélection de vues du village.
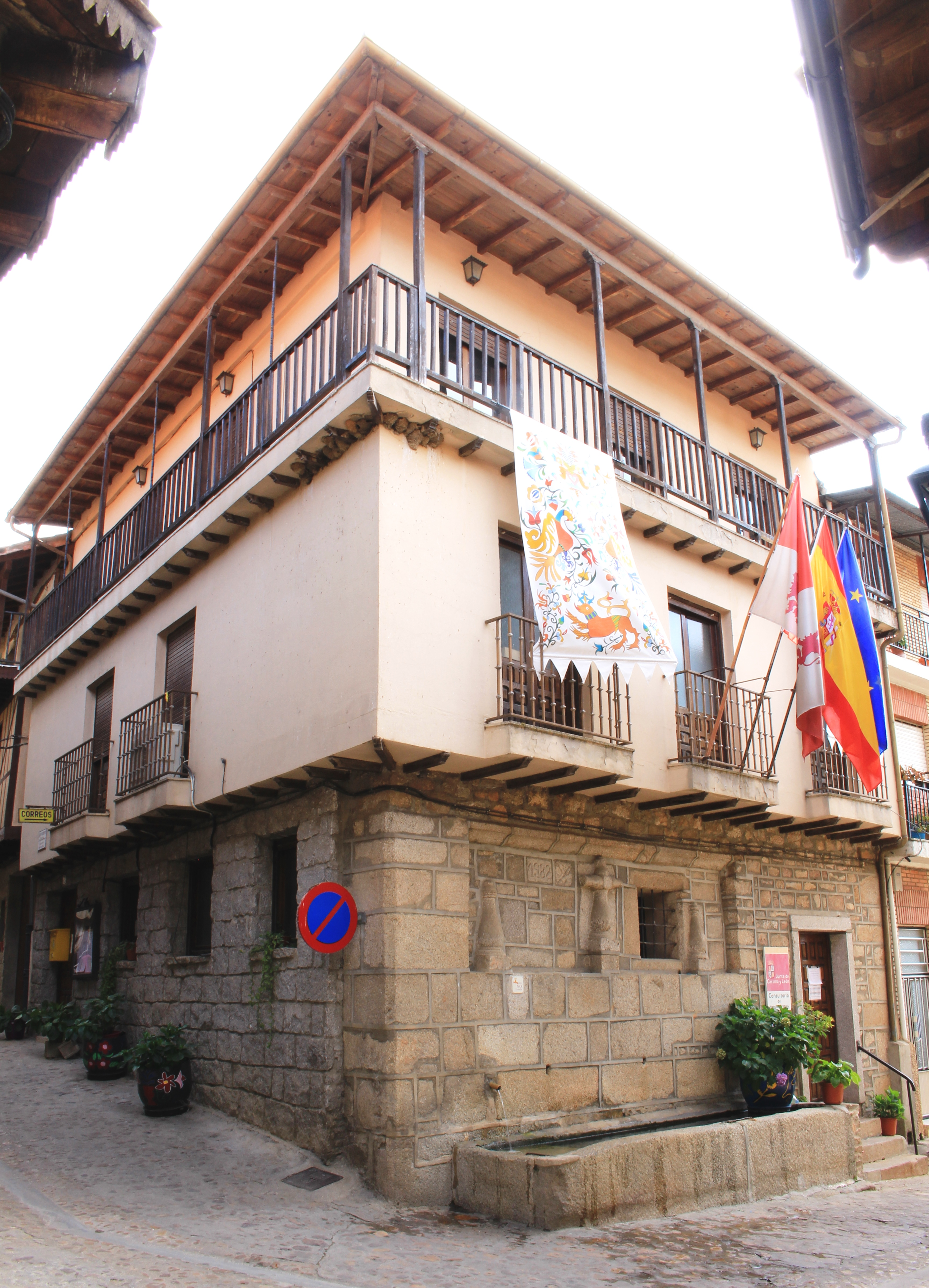
La mairie
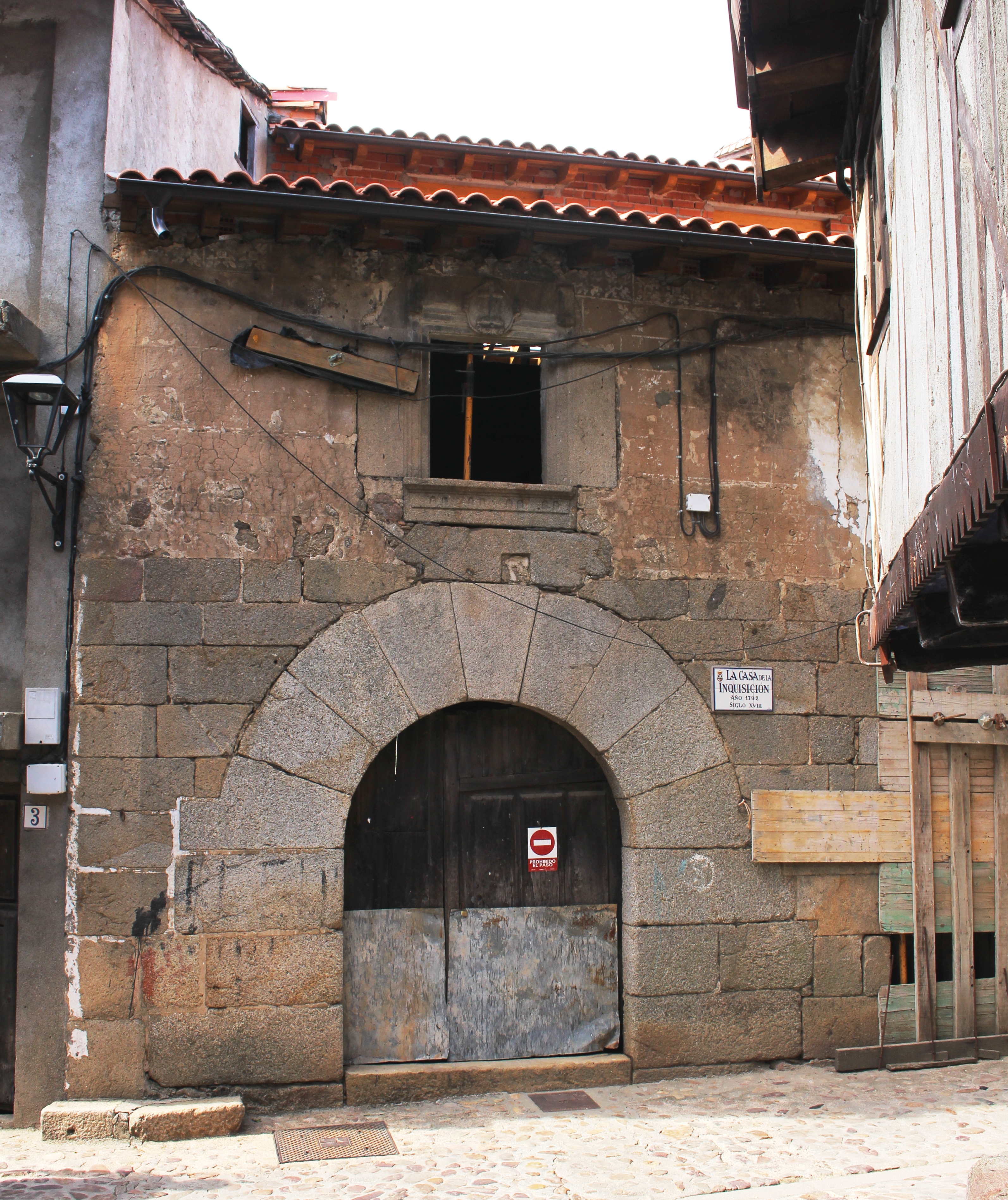
L'ancienne maison de l'Inquisition

## Culture et patrimoine

### Lieux et monuments
- L'Église paroissiale Saint Barthélemy du XVIIe siècle.
- Ermitage de L'humiliation du XVIe siècle.
- Ermitage de Saint-Marc du XVe siècle.
- La Tour du XVIIe siècle.
- L'Hôpital des Pèlerins du XVIe siècle.
- La maison de l'Inquisition

### Fêtes patronales
Fêtes patronales : Saint Marc, le 25 avril et Saint Barthélemy le 24 août.

Sélection de vues de L'Église.
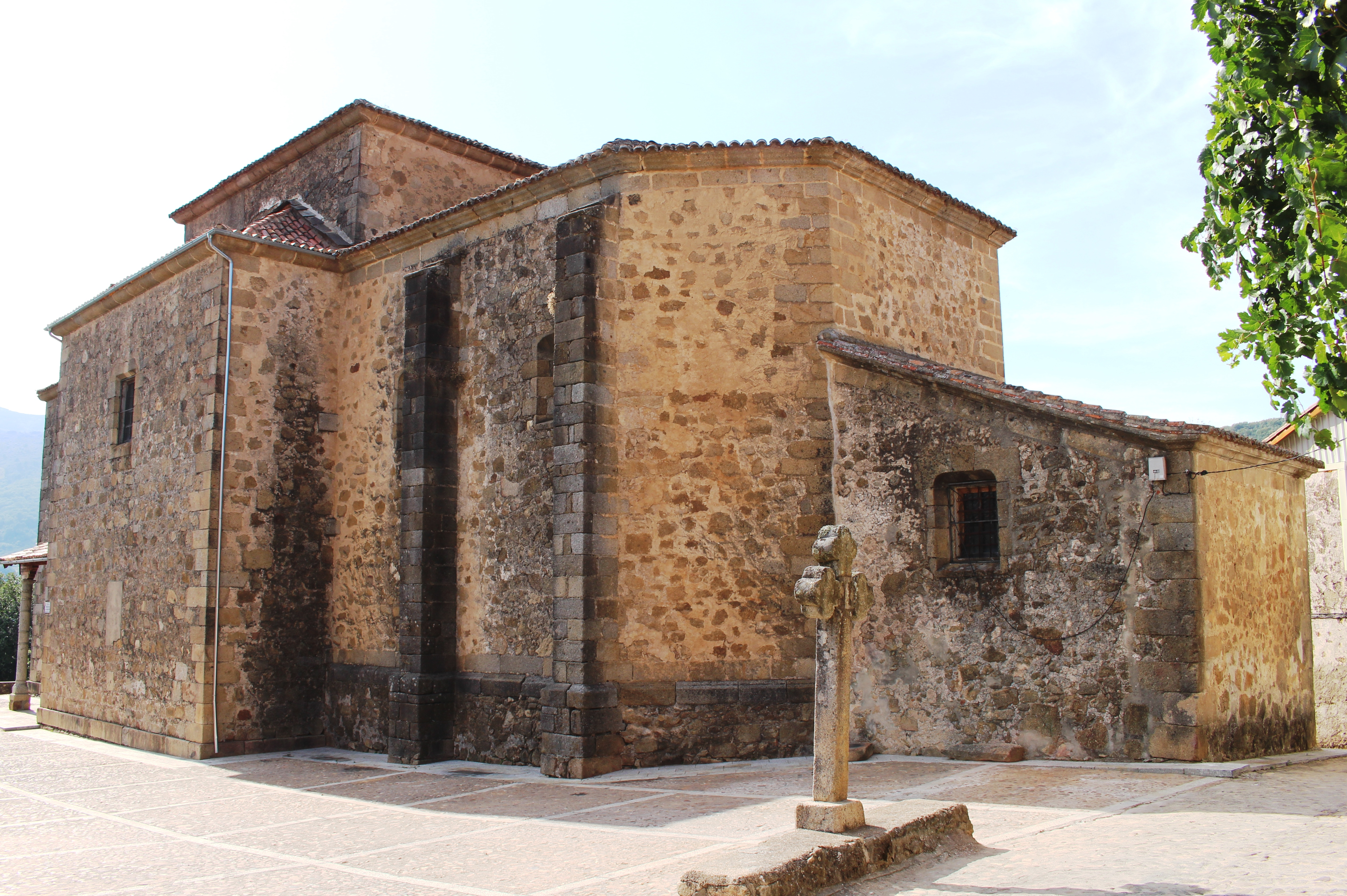
L'Église
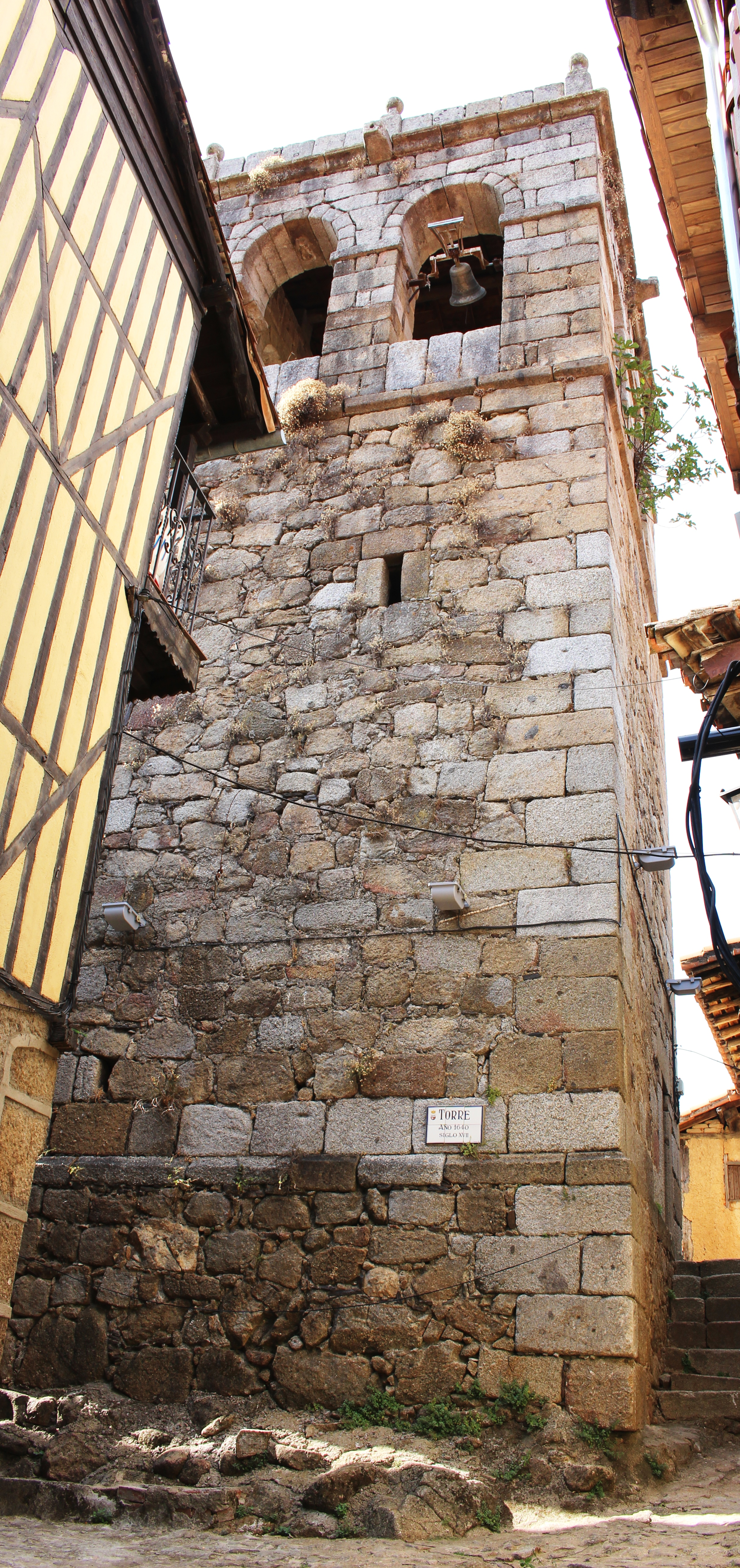
La tour
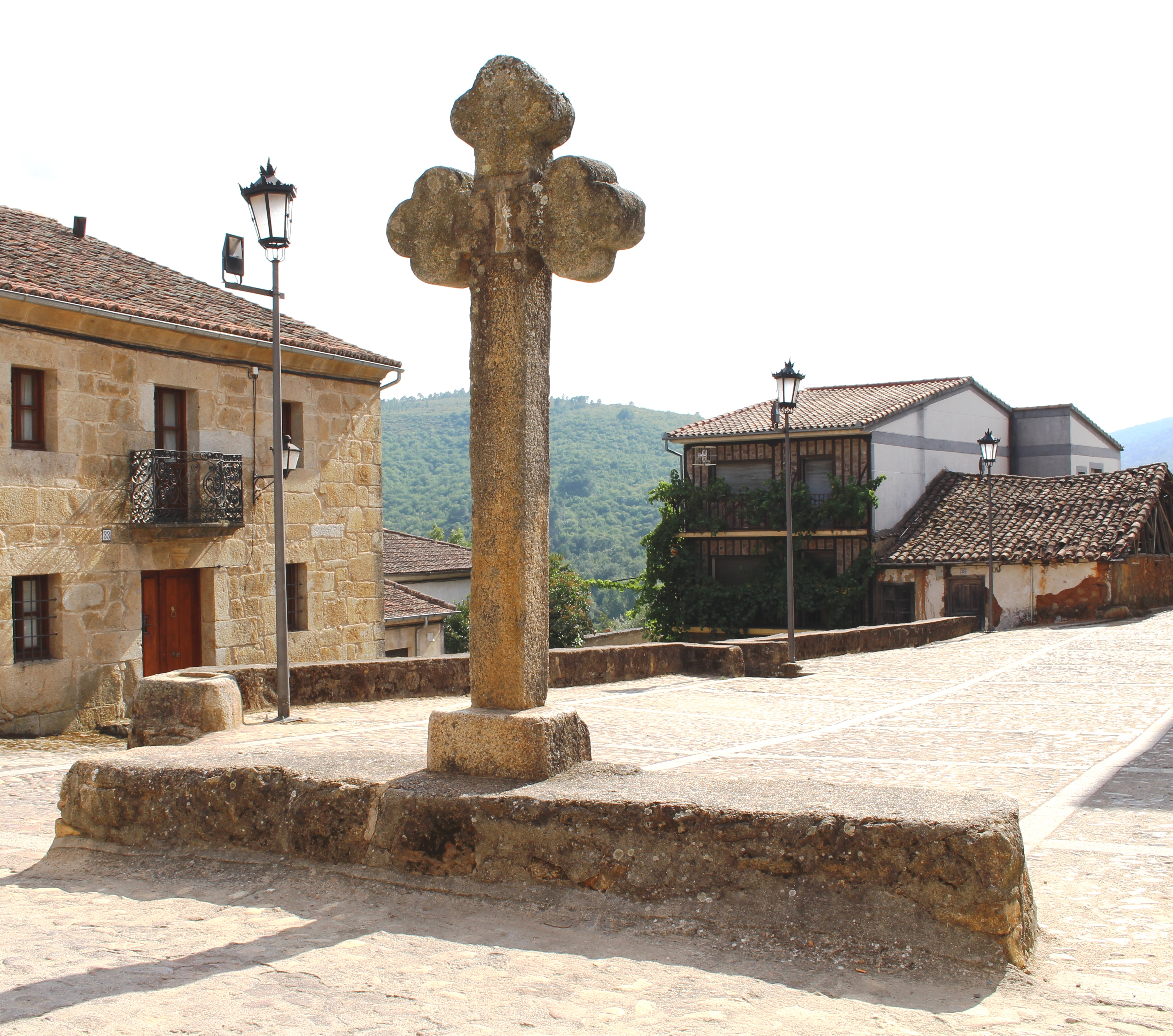
La croix